# دایسوکه ساکای
دایسوکه ساکای (انگلیسی: Daisuke Sakai؛ زادهٔ ۱۸ ژانویهٔ ۱۹۹۷) بازیکن فوتبال اهل ژاپن است.

## باشگاهی
از باشگاه‌هایی که در آن بازی کرده‌است می‌توان به باشگاه فوتبال اوئیتا ترینیتا و باشگاه فوتبال آلبیرکس نیگاتا اشاره کرد.

## تیم ملی
وی همچنین در در تیم‌های ملی فوتبال زیر ۱۷ سال ژاپن و زیر ۲۰ سال ژاپن بازی کرده‌است. بازی کرده‌است.